# Żydowska Góra (Beskid Niski)
Żydowska Góra (719 m n.p.m.) – szczyt górski w Beskidzie Niskim w paśmie Beskidu Dukielskiego, na wschód od wsi Żydowskie. Od południa górę opływają potoki zasilające źródła rzeki Wisłoka, m.in. Zimny Potok.